# Káto Korakiána
Káto Korakiána är en ort i Grekland.   Den ligger i prefekturen Nomós Kerkýras och regionen Joniska öarna, i den västra delen av landet, 400 km nordväst om huvudstaden Aten. Káto Korakiána ligger 49 meter över havet och antalet invånare är 967. Den ligger på ön Korfu.
Terrängen runt Káto Korakiána är kuperad åt nordväst, men åt sydost är den platt. Havet är nära Káto Korakiána åt sydost. Närmaste större samhälle är Korfu, 11,0 km sydost om Káto Korakiána. 